# 1375 Альфреда
1375 Альфреда (1935 UB, 1931 TV3, 1933 FC, A916 WK, 1375 Alfreda) — астероїд головного поясу, відкритий 22 жовтня 1935 року.
Тіссеранів параметр щодо Юпітера — 3,488.